# SaudiGulf
SaudiGulf (arabisch السعودية الخليجية) ist eine private saudi-arabische Fluggesellschaft mit Sitz in Dammam und Heimatbasis auf dem Flughafen Dammam. Sie wurde 2013 gegründet und nahm im Oktober 2016 den Flugbetrieb auf.
SaudiGulf fliegt Ziele im Inland sowie Dubai in den Vereinigten Arabischen Emiraten an.

## Flotte
In Folge einer Insolvenz 2020 besitzt die Fluggesellschaft keine Flugzeuge mehr.

### Ehemalige Flotte
Mit Stand April 2020 besteht die Flotte der SaudiGulf aus vier Flugzeugen mit einem Durchschnittsalter von 5,0 Jahren:
| Flugzeugtyp     | Anzahl | bestellt | Anmerkungen |
| --------------- | ------ | -------- | ----------- |
| Airbus A320-200 | 4      |          |             |
| Airbus A320neo  |        | 10       |             |
| Gesamt          | 4      | 10       |             |

Eine Bestellung über 16 Airbus A220-300 wurde im März 2020 storniert.